# Kurkisaari (ö i Södra Savolax, S:t Michel, lat 61,44, long 27,68)
Kurkisaari är en ö i Finland. Den ligger i sjön Saimen och i kommunen Sankt Michel i den ekonomiska regionen  S:t Michel och landskapet Södra Savolax, i den södra delen av landet, 200 km nordost om huvudstaden Helsingfors. Öns area är 5,4 hektar och dess största längd är 390 meter i sydöst-nordvästlig riktning.